# Mercedes-Benz Clase C Sportcoupé
El Mercedes-Benz Clase C Sportcoupé es un turismo del segmento C producido por Mercedes-Benz desde 2001 hasta 2008. Es un coupé derivado de la segunda generación de la berlina clase C (W203).

## Diseño
El diseño del Sportcoupé es idéntico al de las otras carrocerías: sedán y familiar (Estate). Los faros son redondeados, parecidos a los de otros modelos, como el Clase E, Clase CLK y Clase SL; tiene la parrilla característica de Mercedes, por lo que es fácil identificarle.

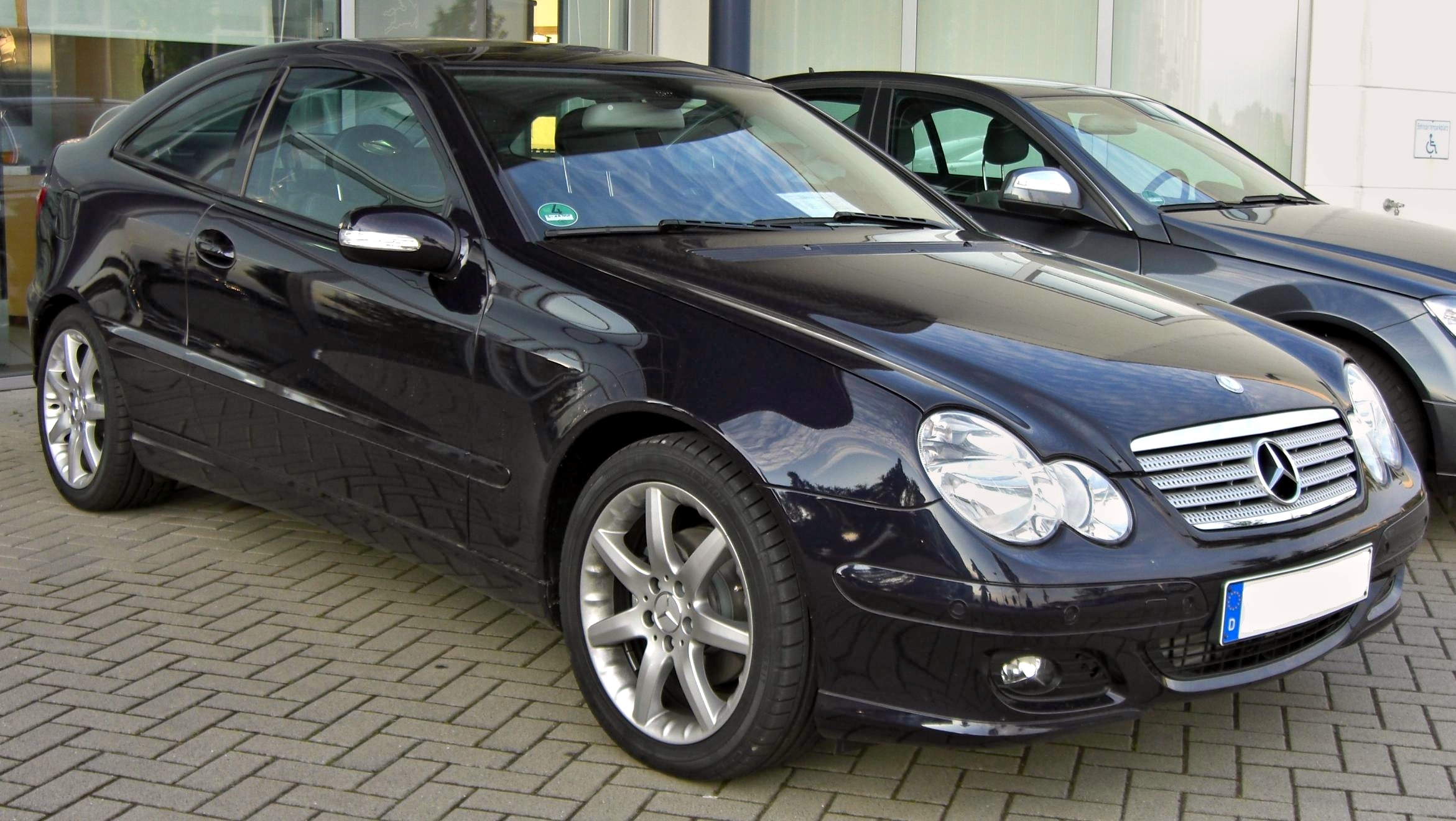
Sportcoupé
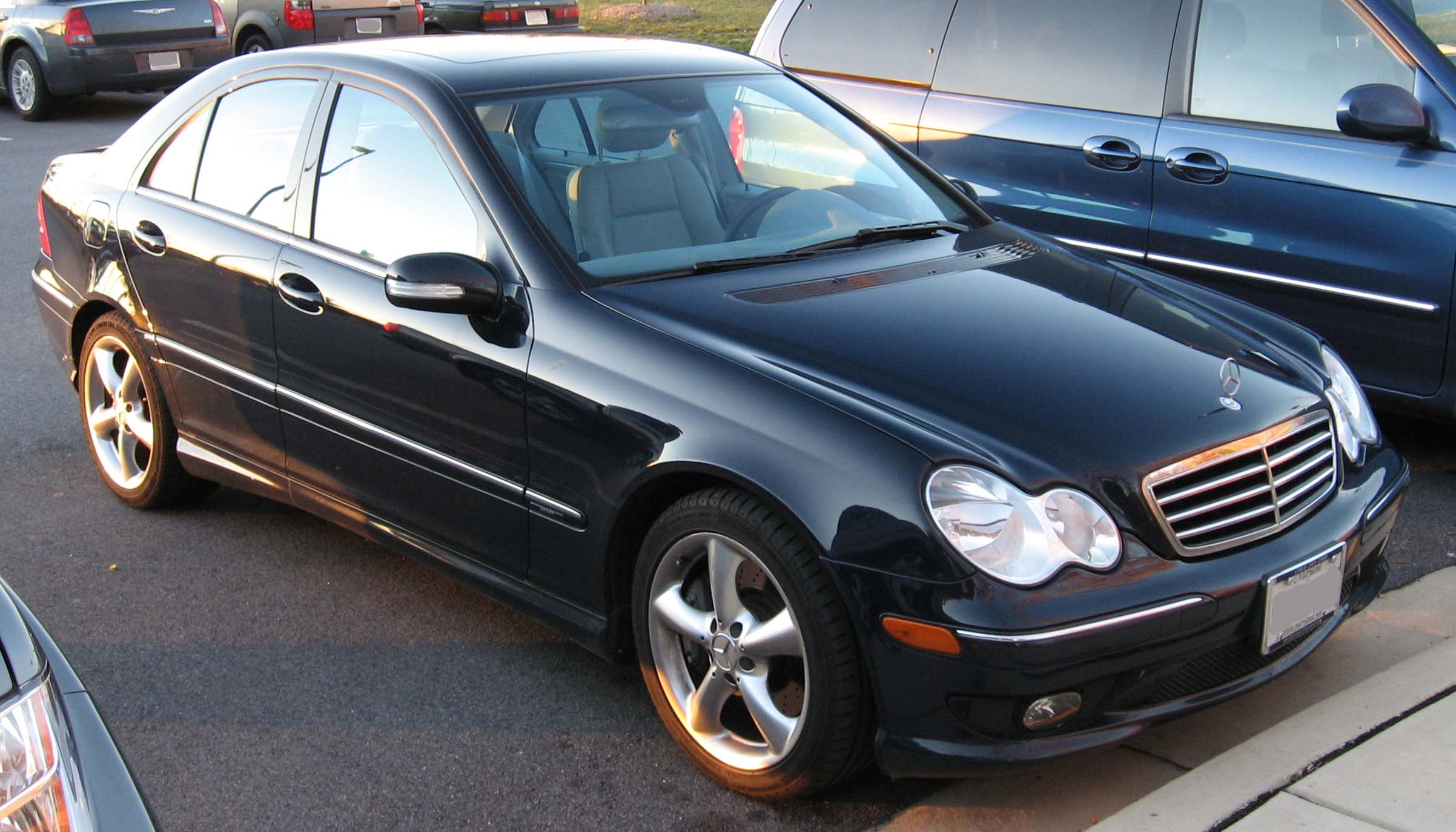
4 puertas (facelift)

- Datos: Q11692091
- Multimedia: Mercedes-Benz CL203 / Q11692091